# Vendeuvre
Pour les articles homonymes, voir Vendeuvre (homonymie).
Pour l’article ayant un titre homophone, voir Vandœuvres.
Vendeuvre est une commune française, située dans le département du Calvados en région Normandie, peuplée de 802 habitants.

## Géographie
La commune est située à 5 km de Saint-Pierre-sur-Dives et 15 km de Falaise. Couvrant 2 631 hectares, son territoire est le plus étendu du canton de Morteaux-Coulibœuf.
Vendeuvre relève de la partie ouest du Bassin parisien, et est  bordé à une dizaine de kilomètres au sud par les affleurements hercyniens du Massif armoricain. Le territoire villageois appartient à la partie sud de la Campagne de Caen, caractérisée par des affleurements jurassiques et au bassin de la Dives, qui délimite puis traverse le territoire à l'est. Son affluent, la rivière de Perrières, borde le territoire au sud. La qualité des sols a favorisé les grandes cultures et le paysage rural est dominé par de grandes parcelles.
Le point culminant (86/88 m) se situe au nord, près de l'église d'Escures-sur-Favières, au lieu-dit la Bruyère. Le point le plus bas (25 m) correspond à la sortie de la Dives du territoire, au nord-est.
| Condé-sur-Ifs    | Magny-la-Campagne | Thiéville                              |
| Ernes            | Vendeuvre         | Saint-Pierre-sur-Dives                 |
| Sassy, Perrières | Jort              | L'Oudon (comm. ass. de Lieury), Courcy |

### Hydrographie
La commune est située dans le bassin Seine-Normandie. Elle est drainée par la Dives, un bras de la Dives, le Douit du Houle, la Dives, la Rivière de Perrières, un bras de la Dives et  et un autre petit cours d'eau,.
La Dives, d'une longueur de 105 km, prend sa source dans la commune de Gouffern en Auge et se jette  dans la baie de Seine en limite de Cabourg et de Dives-sur-Mer, après avoir traversé 34 communes. Les caractéristiques hydrologiques de la Dives sont données par la station hydrologique située sur la commune de Saint-Pierre-en-Auge. Le débit moyen mensuel est de 3,3 m3/s. Le débit moyen journalier maximum est de 21,7 m3/s, atteint lors de la crue du 19 janvier 2024. Le débit instantané maximal est quant à lui de 26 m3/s, atteint le même jour.

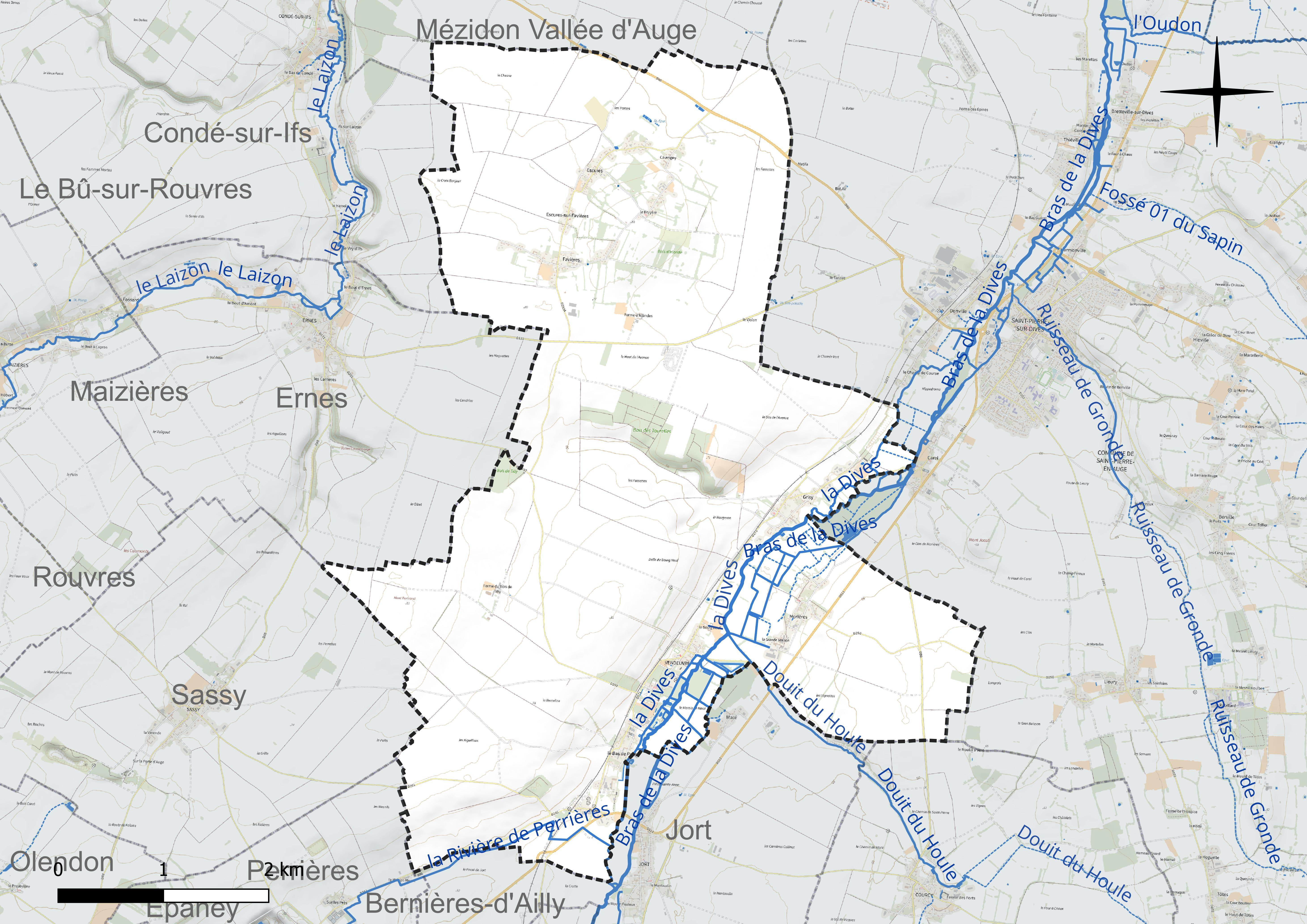
Réseau hydrographique de Vendeuvre.

### Climat
Pour des articles plus généraux, voir Climat de la Normandie et Climat du Calvados.
En 2010, le climat de la commune est de type climat océanique altéré, selon une étude du CNRS s'appuyant sur une série de données couvrant la période 1971-2000. En 2020, Météo-France publie une typologie des climats de la France métropolitaine dans laquelle la commune est exposée à un climat océanique et est dans la région climatique  Normandie (Cotentin, Orne), caractérisée par une pluviométrie relativement élevée (850 mm/a) et un été frais (15,5 °C) et venté. Parallèlement le GIEC normand, un groupe régional d'experts sur le climat, différencie quant à lui, dans une étude de 2020, trois grands types de climats pour la région Normandie, nuancés à une échelle plus fine par les facteurs géographiques locaux. La commune est, selon ce zonage, exposée à un « climat des plateaux abrités », correspondant à la plaine agricole de Caen à Falaise, sous le vent des collines de Normandie et proche de la mer, se caractérisant par une pluviométrie et des contraintes thermiques modérées.
Pour la période 1971-2000, la température annuelle moyenne est de 10,7 °C, avec  une amplitude thermique annuelle de 12,6 °C. Le cumul annuel moyen de précipitations est de 695 mm, avec 11,3 jours de précipitations en janvier et 7,9 jours en juillet. Le site climate-data.org donne des valeurs comparables avec le détail des précipitations mensuelles.Pour la période 1991-2020, la température moyenne annuelle observée sur la station météorologique la plus proche, située sur la commune de Saint-Pierre-en-Auge à 4 km à vol d'oiseau, est de 11,3 °C et le cumul annuel moyen de précipitations est de 677,1 mm,. Pour l'avenir, les paramètres climatiques de la commune estimés pour 2050 selon différents scénarios d'émission de gaz à effet de serre sont consultables sur un site dédié publié par Météo-France en novembre 2022.

## Urbanisme

### Typologie
Au 1er janvier 2024, Vendeuvre est catégorisée commune rurale à habitat dispersé, selon la nouvelle grille communale de densité à 7 niveaux définie par l'Insee en 2022.
Elle est située hors unité urbaine. Par ailleurs la commune fait partie de l'aire d'attraction de Caen, dont elle est une commune de la couronne,. Cette aire, qui regroupe 296 communes, est catégorisée dans les aires de 200 000 à moins de 700 000 habitants,.

### Occupation des sols
L'occupation des sols de la commune, telle qu'elle ressort de la base de données européenne d'occupation biophysique des sols Corine Land Cover (CLC), est marquée par l'importance des territoires agricoles (93,8 % en 2018), une proportion identique à celle de 1990 (93,8 %). La répartition détaillée en 2018 est la suivante : 
terres arables (79,7 %), prairies (11,7 %), zones urbanisées (4,3 %), zones agricoles hétérogènes (2,3 %), forêts (1,9 %). L'évolution de l'occupation des sols de la commune et de ses infrastructures peut être observée sur les différentes représentations cartographiques du territoire : la carte de Cassini (XVIIIe siècle), la carte d'état-major (1820-1866) et les cartes ou photos aériennes de l'IGN pour la période actuelle (1950 à aujourd'hui).

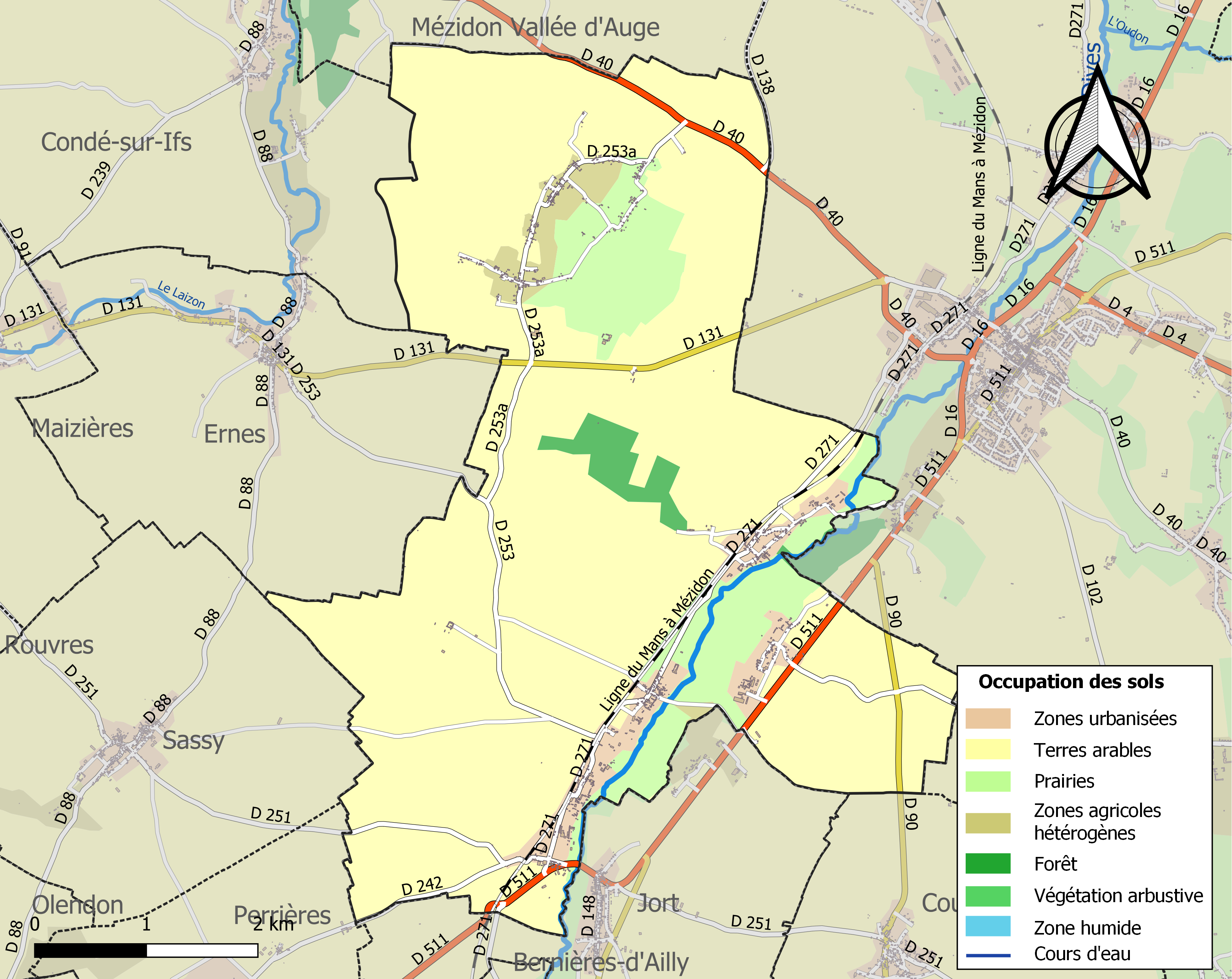
Carte des infrastructures et de l'occupation des sols de la commune en 2018 (CLC).

## Toponymie
Le nom de la localité est attesté sous les formes Vendevre en 1195, Vandœuvre en 1460.
Comme les autres lieux qui portent ce nom, Vendeuvre est issu du gaulois vindo-, blanc, et de briga, « mont, forteresse ».
Le gentilé est Vendeuvrien.

## Histoire
En 1830, Vendeuvre (286 habitants en 1821) absorbe Pont (71 habitants), commune qui fut son chef-lieu de canton de 1793 à 1801 au sud de son territoire. La commune résultante (334 habitants en 1962) absorbe Morières (104 habitants) en 1965 à l'est.
En 1972, Escures-sur-Favières (214 habitants en 1968) et Grisy (183 habitants), toutes deux au nord, s'associent avec Vendeuvre (412 habitants). La commune d'Escures avait autrefois absorbé Favières en 1846 au sud (devenant ainsi Escures-sur-Favières), puis une partie de Douville à l'est.

## Politique et administration
| Période                                  | Période   | Identité                                           | Étiquette | Qualité     |
| ---------------------------------------- | --------- | -------------------------------------------------- | --------- | ----------- |
| maire en 1900                            | ?         | Comte Robert Le Forestier de Vendeuvre (1851-1926) |           | Officier    |
| mars 1977                                | mars 2001 | Guy Roumier                                        |           |             |
| mars 2001                                | mars 2008 | Odette Comte                                       | SE        |             |
| mars 2008                                | En cours  | Daniel Haghebaert                                  | SE        | Agriculteur |
| Les données manquantes sont à compléter. |           |                                                    |           |             |

Le conseil municipal est composé de quinze membres dont le maire et trois adjoints. Deux des conseillers sont respectivement maires délégués pour les communes associées d'Escures-sur-Favières et Grisy.

## Démographie
L'évolution du nombre d'habitants est connue à travers les recensements de la population effectués dans la commune depuis 1793. Pour les communes de moins de 10 000 habitants, une enquête de recensement portant sur toute la population est réalisée tous les cinq ans, les populations de référence des années intermédiaires étant quant à elles estimées par interpolation ou extrapolation. Pour la commune, le premier recensement exhaustif entrant dans le cadre du nouveau dispositif a été réalisé en 2007.
En 2022, la commune comptait 802 habitants, en évolution de +6,65 % par rapport à 2016 (Calvados : +1,58 %, France hors Mayotte : +2,11 %).
| 1793 | 1800 | 1806 | 1821 | 1831 | 1836 | 1841 | 1846 | 1851 |
| ---- | ---- | ---- | ---- | ---- | ---- | ---- | ---- | ---- |
| 302  | 268  | 311  | 286  | 342  | 391  | 386  | 401  | 412  |

| 1856 | 1861 | 1866 | 1872 | 1876 | 1881 | 1886 | 1891 | 1896 |
| ---- | ---- | ---- | ---- | ---- | ---- | ---- | ---- | ---- |
| 403  | 405  | 391  | 410  | 399  | 381  | 338  | 370  | 354  |

| 1901 | 1906 | 1911 | 1921 | 1926 | 1931 | 1936 | 1946 | 1954 |
| ---- | ---- | ---- | ---- | ---- | ---- | ---- | ---- | ---- |
| 373  | 362  | 353  | 353  | 319  | 300  | 318  | 311  | 342  |

| 1962 | 1968 | 1975 | 1982 | 1990 | 1999 | 2006 | 2007 | 2012 |
| ---- | ---- | ---- | ---- | ---- | ---- | ---- | ---- | ---- |
| 334  | 412  | 721  | 706  | 708  | 734  | 736  | 736  | 707  |

| 2017 | 2022 | - | - | - | - | - | - | - |
| ---- | ---- | - | - | - | - | - | - | - |
| 774  | 802  | - | - | - | - | - | - | - |

## Lieux et monuments
- Le château de Vendeuvre et ses jardins avec labyrinthe, cascade, kiosque, temple, grotte aux coquillages. Construit entre 1750 et 1752, il est l'exemple d'une maison de campagne du milieu du XVIIIe siècle. Bien qu'ayant souffert durant la dernière guerre il a très bien été restauré. On peut de même admirer une surprenante collection de niches pour animaux ainsi que les cuisines du XVIIIe. Le château est classé Monument historique[38].
- Le musée du mobilier miniature situé dans l'orangerie du château de Vendeuvre. Il présente la première collection au monde de mobilier miniature. Une pièce est consacrée à l'argenterie miniature qui complète cette collection.
- Église Saint-André de Vendeuvre (XIIIe siècle). Elle abrite quelques œuvres classées à titre d'objets[39]. L'église Saint-Pierre de Pont a été détruite à la suite de la fusion des deux communes, mais son portail roman a été remonté dans le parc du château de Louvagny[40].
- Église Saint-Brice de Grisy (XIIe siècle), inscrite aux Monuments historiques[41]. Elle abrite nombre d'œuvres classées à titre d'objets.
- Église Saint-Pierre-et-Saint-Jean d'Escures (XIIIe siècle). L'église Notre-Dame de Favières a été détruite.
- Église Saint-Jean de Morières (XIIe siècle).
- Les anciennes églises Notre-Dame de Favières et Saint-Pierre de Pont.
- Château de Grisy (XVIe siècle), inscrit aux Monuments historiques[42].
- Château de Pont (XVIIIe siècle).
- La Grande Maison, manoir du XVIe siècle, à Morières.
- Gare de Pont.
- Croix romane de Grisy du XIIe siècle classée Monument historique[43].
- Le camp de César[44].
- Le bois des Tourelles, à hauteur de Grisy, de 42 ha, est en ZNIEFF de type I[45].

## Personnalités liées à la commune
- Jacques de Vendeuvre (1912 à Vendeuvre - 1940), aviateur, Compagnon de la Libération.
- Augustin Le Forestier, comte de Vendeuvre, maire de Caen de 1816 à 1824 et plusieurs fois préfet.